# 腰斑寶螺
腰斑寶螺（学名：Cypraea erosa）为寶螺科寶螺屬下的一个种。